# Isla Pérez, Veracruz
Isla Pérez är en ö i Mexiko. Den ligger i delstaten Veracruz, i den östra delen av landet och nordöst om den större ön Isla Juan A. Ramirez. Isla Pérez har bemannade fyrar.